# Дъглас (окръг, Илинойс)
Вижте пояснителната страница за други населени места с името Дъглас.
Окръг Дъглас (на английски: Douglas County) е окръг в щата Илинойс, Съединени американски щати. Площта му е 1080 km², а населението - 4922 души (2000). Административен център е град Тускола.